# El director
El director: secretos e intrigas de la prensa narrados por el exdirector de El Mundo, más conocido como El director, es un libro del periodista y escritor David Jiménez García publicado en el año 2019 en Madrid. En este mismo año se publica también en catalán con el título El director: secrets i intrigues de la premsa narrats per l'exdirector d' El Mundo traducido por Xavier Solsona. El relato cuenta la historia de la experiencia personal del propio David Jiménez al frente de la dirección del periódico El Mundo en sustitución de Casimiro García Abadillo, que ocupaba el puesto tras la salida de Pedro J. Ramírez, el que había sido director del diario desde su fundación. Hasta ese momento, Jiménez había trabajado para el periódico como corresponsal internacional y de guerra, pero carecía de experiencia en el ámbito directivo.
Jiménez decide aceptar este nuevo reto en su carrera profesional con la ilusión de constituir un periódico para el ciudadano basado en tres principios fundamentales: honestidad, integridad e independencia. Pero, cuando llega a la redacción y ocupa ese despacho se da cuenta de que su idea inicial de un periodismo basado en la independencia y la búsqueda de la verdad no se corresponde con la práctica en la redacción. Jiménez describe el día a día de la redacción como un sistema de relaciones, pactos e intercambio de favores entre el poder (económico y político) y la prensa donde todo aquel que no está dispuesto a aceptarlo resulta rechazado y se trata de apartarlo de él.
Durante el tiempo que consigue mantenerse al frente del diario, David Jiménez no cede ante los que denomina «Los Acuerdos» o las presiones del poder a cambio de favores. Pero, se encuentra con la mayor parte de la redacción en su contra. Finalmente, Jiménez es despedido del periódico y decide publicar este libro contando su experiencia en la dirección para mostrar ese debate interno entre el dinero y la ética que hay detrás de toda redacción periodística y tratar de recuperar los valores originales de la profesión.

## Composición
El director es el cuarto título de David Jiménez tras sus ensayos El lugar más feliz del mundo, Hijos del Monzón y su novela El botones de Kabul. Por el contrario, es el primer libro en el que emplea su biografía para realizar una denuncia del funcionamiento de su profesión, el periodismo. Para Jiménez, el valor de este libro reside en su visión, la de un periodista acostumbrado a ejercer su profesión alejado de la redacción, que acepta el cargo de director de su periódico sin ninguna preparación para tal efecto: «Caí como un extraterrestre en un gran centro de poder, como es el despacho del director de El Mundo».
Jiménez escribe El director tras su despido del periódico en el que había trabajado primero como becario y después como corresponsal internacional y de guerra durante casi veinte años. Sin embargo, el punto de partida del libro es su respuesta afirmativa a aceptar el cargo de director del periódico El Mundo que le ofrecen en una reunión en la ciudad de Nueva York en el año 2015. Jiménez acepta asumir el puesto con el propósito de conseguir hacer del diario El Mundo, el periódico con el que él y sus amigos periodistas habían soñado desde sus inicios en la profesión. Habían denominado a este proyecto de periódico El Normal y defendía los valores tradicionales de la profesión periodística: honestidad, integridad e independencia.
La publicación del libro llega tras el despido de Jiménez de la dirección de El Mundo y tras la denuncia interpuesta por el ya exdirector al presidente del grupo Unidad Editorial, Antonio Fernández-Galiano Campos. Finalmente, ambas partes llegan a un acuerdo para resolver la situación, que incluye una compensación monetaria y no impide a Jiménez contar su experiencia en este libro.

## Argumento
El libro cuenta en primera persona la historia de David Jiménez, un corresponsal internacional y de guerra al que le ofrecen de pronto dirigir el periódico para el que había trabajado desde sus inicios en la profesión periodística. El medio atravesaba dificultades económicas y sus dirigentes piensan que un periodista que aporte a la dirección los valores periodísticos de libertad, autenticidad e integridad como Jiménez puede ser la solución a la crisis. Se reúnen con él en Nueva York y, tras dudas iniciales, decide aceptar el cargo.
Jiménez llega a la redacción de El Mundo en Madrid para ocupar su nuevo puesto. Allí, recibe la bienvenida de los trabajadores de la sede madrileña del periódico. A ella se suma la de las empresas que cotizan en el Ibex y la de prácticamente todos los organismos de poder a nivel nacional. Estas empresas y organismos poderosos conforman el establishment del que habla Jiménez y en relación con él los que denomina «Los Acuerdos». En su trabajo como director, tanto dentro como fuera de la redacción, Jiménez descubre que el desempeño profesional de los periodistas depende de un pacto no escrito entre el medio de comunicación y los poderes (económico y político) a cambio de favores o de «Los Acuerdos», según Jiménez. Y que todo aquel que no esté dispuesto a participar de él recibe el rechazo del resto y puede suponer, en último término, su despido.
Jiménez recibe presiones por parte de las empresas y organismos poderosos, pero también desde los directivos de su propio medio (los instalados en la Segunda Planta de la redacción) para no publicar ciertas informaciones contrarias a los intereses del establishment. Sin embargo, según apunta Lidia Jiménez Rodríguez en la revista Doxa Comunicación, él no se deja sobornar. Para ello, rechaza tratos de favor que le ofrecen a cambio de silencio o un tratamiento informativo favorable, desde entradas preferentes para asistir a conciertos de los mejores cantantes hasta un lugar en el palco de estadios de fútbol como el Santiago Bernabéu. Por este motivo, Jiménez empieza a ser considerado un problema para el sistema y este trata progresivamente de expulsarlo de él.
Finalmente, tras un año en el cargo como director y 366 portadas, Jiménez es despedido cuando más preparado se veía para continuar en él según afirma en una entrevista sobre su libro a Público: «Porque después de un año de intrigas, de presiones, de pelearme con unos y con otros, de apagar incendios, de conocer una redacción de cerca... En resumen, tras vivir un máster apresurado en la materia, sí creo que estaba preparado para dirigir el periódico. Sin embargo, entonces ya no era la persona ideal, porque los directivos ya habían concluido que no me iba a dejar manejar».

## Temas

### La crisis del periodismo en la era digital
Tras la salida de Pedro J. Ramírez, el director desde la fundación del periódico El Mundo, y de su sustituto, Casimiro García Abadillo, los dirigentes del diario acuden a Nueva York para ofrecer a David Jiménez, un periodista con casi dos décadas trabajando de corresponsal para el medio, el puesto de director.
Es el año 2015 y el diario El Mundo atraviesa una crisis económica tras varios expedientes de regulación de empleo, una importante caída de las ventas, la pérdida de influencia política desde la salida de su fundador, Pedro J. Ramírez, y la necesidad de los medios de hacer frente a la digitalización. Los directivos, según Lidia Jiménez Rodríguez en la revista Doxa Comunicación, buscan que un periodista sin experiencia en el ámbito de la dirección como David Jiménez logre el equilibrio entre la conservación del papel y la transformación digital que demandan los medios en el contexto actual. Y, de esta forma, superar la crisis económica. Este es uno de los motivos por los que, según esta autora, le eligen como director y le ofrecen su ayuda en esta nueva experiencia para el corresponsal: «Le apoyarían en todo y, a cambio, él podría ayudar a capear la crisis económica -y de los medios- ejerciendo la profesión con libertad, autenticidad, integridad».

### La influencia delestablishmenten el periodismo
Según el periodista Jose Durán Rodríguez en elsaltodiario.com, otra de las razones por las que Antonio Fernández-Galiano ofrece a David Jiménez el puesto de director es para poder ejercer influencia sobre sus decisiones en el ámbito de las relaciones entre el poder y el medio de comunicación: «Fernández-Galiano le consideraba fácilmente manipulable: una persona sin contactos en los círculos de poder, que le iba a dejar hacer y deshacer a nivel político».
Jiménez habla en su libro de «Los Acuerdos» en referencia a los pactos no escritos existentes entre el poder (político y económico) y los medios de comunicación a cambio de favores. De esta manera, políticos y empresarios poderosos en el ámbito nacional logran el silencio o una cobertura informativa favorable a sus intereses por parte de los medios de comunicación y, los integrantes del medio, reciben obsequios de alto valor económico como entradas en los mejores asientos para conciertos de grandes artistas, viajes pagados, estancias en hoteles de seis estrellas o palcos en estadios de fútbol como el Santiago Bernabéu. En El director, Jiménez denuncia esa red de relaciones y favores mutuos entre la prensa y el poder llamado establishment. Para ello, da nombres de empresas como las empresas del IBEX, bancos como BBVA o Bankia; y de máximos dirigentes como César Alierta o Florentino Pérez que afirma que forman parte de este sistema. Además, Jiménez incluye en su libro mediante seudónimos a personas de la redacción que representan a prototipos de periodistas o directivos existentes en todo medio de comunicación: «el cardenal», «la digna», «Rasputín», «el poeta», «el señorito», «el reportero», «el secretario», «los inspirados», «los de la segunda planta». Jiménez explica para Público que en el libro no aparecen los nombres de las personas reales de la redacción, haciéndolo en su lugar apodos, para proteger aquellas que todavía trabajan para el medio: «Los protagonistas-políticos, empresarios, periodistas y miembros de la monarquía-salen con nombres y apellidos. Se ha protegido con seudónimos a la gente que aún trabaja en el diario».

## Estilo y género
El director es comúnmente clasificado como un libro de no ficción porque se trata de un relato autobiográfico de la experiencia de David Jiménez durante el año que fue director de El Mundo. Sin embargo, el escritor Juan Aparicio Belmonte en Revista de Libros encuentra algunas contradicciones en el libro de Jiménez que le llevan a advertir la posibilidad de que el autor haya combinado su relato realista con algunos episodios de ficción: «Y uno no puede evitar plantearse dónde detiene el autor su experiencia, dónde elude traicionarse».
La clasificación del libro en un solo género parece plantear dificultades. En este sentido, también ha sido considerado por escritores y críticos como un thriller e, incluso, como una crónica: «A ratos el libro se lee como un thriller, con las intrigas de “El cardenal” y otros miembros del establishment» y «El director es la crónica de un paracaidista que cae en tierra hostil, por utilizar una metáfora de corresponsal de guerra».
Además, la portada del libro es también una metáfora de su contenido. Esta incluye una máscara recubierta por recortes de periódico. Simbólicamente la máscara representa a los miembros que conforman el establishment que no son quienes dicen ser y se comportan de diferente manera según la persona con la que traten.

## Recepción
El director ha sido un libro que incluso antes de su publicación ya recibía comentarios por parte de diversos sectores de la crítica. La alusión directa a personajes destacados de los ámbitos empresarial y político nacionales, así como su denuncia a aquellas personas dentro de la profesión periodística cuyas prácticas profesionales afirma Jiménez «denigran y arrastran por el fango» al periodismo, ha derivado en una dura crítica de las partes más afectadas por el contenido del libro. Entre los anteriores, algunos de los excompañeros de Jiménez en El Mundo han utilizado las redes sociales para calificarlo de «libro de cotilleos» y reprochar al exdirector no haber contado con ellos para corroborar la visión que de ellos aparece en el libro. Jiménez habla de la repercusión de su libro en su blog afirmando la cancelación de entrevistas que tenía programadas, amenazas de demanda que finalmente no se produjeron o rechazo a la propia lectura del libro.
Otra de las críticas por parte del sector periodístico, en este caso del diario digital El Español, considera que el libro de David Jiménez oculta bajo su defensa de los principios y valores periodísticos una realidad: el fracaso del corresponsal en su experiencia al frente del medio, tanto a nivel motivacional de los que son sus trabajadores en la redacción, como en la capacidad de modernizar y liderar la transformación digital del periódico.
Por otro lado, El director es un libro que ha sido publicado en un contexto de crisis del periodismo como profesión. David Jiménez denuncia en él las razones internas (las llamadas 'cloacas del periodismo') de esta decadencia de la profesión periodística que ha traído, como una de sus consecuencias principales, la pérdida de credibilidad de la ciudadanía en los medios de comunicación tradicionales. En este sentido, ha tenido una gran aceptación por parte de la audiencia reflejada en los 45 000 ejemplares del libro vendidos los cinco meses posteriores a su publicación.
El éxito de El director ha tenido como consecuencia las próximas traducción al inglés del libro y la producción de una serie a cargo de la productora Fremantle en la que el propio David Jiménez será el productor ejecutivo.